# Dals-Ed
Dals-Ed is een Zweedse gemeente in Dalsland. De gemeente behoort tot de provincie Västra Götalands län. Ze heeft een totale oppervlakte van 830,9 km² en telde 4941 inwoners in 2004.

## Plaatsen
- Ed
- Nössemark
- Håbol

Åmål · Bengtsfors · Dals-Ed · Färgelanda · Mellerud · Säffle · Vänersborg